# Mount Snow

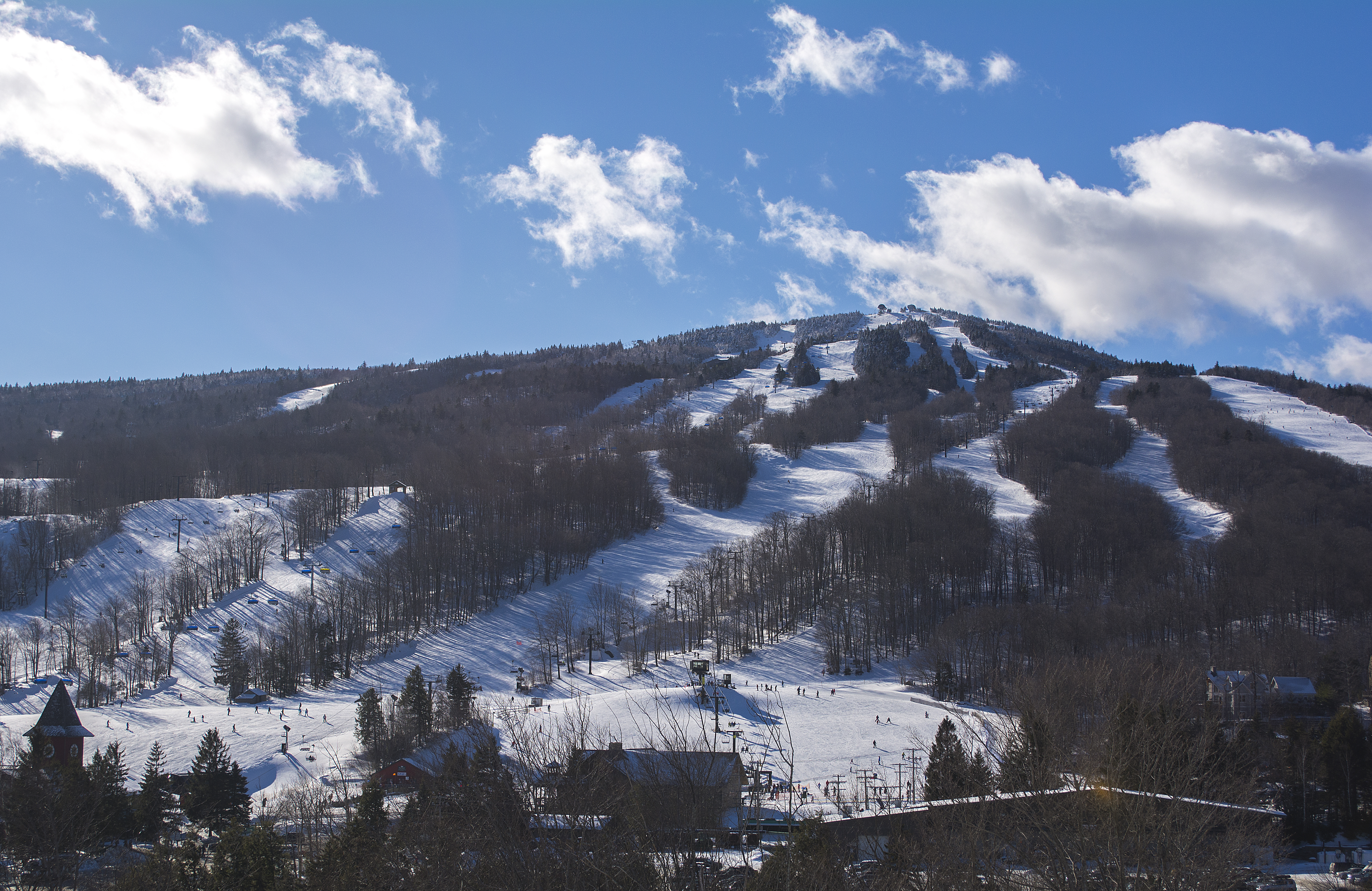
Mount Snow en hiver.

Mount Snow (précédemment connu sous le nom de Mount Pisgah) est une station de montagne et un domaine skiable du sud du Vermont situé dans les montagnes Vertes.
C'est la grande montagne du Vermont la plus proche de plusieurs grandes villes du nord-est des États-Unis.